# فیبا اروپا
فیبا اروپا (به انگلیسی: FIBA Europe) از نهادهای فدراسیون بین‌المللی بسکتبال (FIBA) است که شامل ۵۰ فدراسیون ملی بسکتبال در اروپا می‌باشد.